# Aglaiocercus berlepschi
Aglaiocercus berlepschi е вид птица от семейство Колиброви (Trochilidae). Видът е застрашен от изчезване.

## Разпространение
Разпространен е във Венецуела.